# Bachowice
Bachowice is een dorp in de Poolse woiwodschap Klein-Polen. De plaats maakt deel uit van de gemeente Spytkowice (powiat Wadowicki).